# У Штормовому — штиль
«У Штормовому — штиль» — квір-роман Сергія Скришевського, виданий у 2024 році видавництвом «Прометей». Твір розповідає про кохання двох юнаків Олега та Павла під час літнього відпочинку в Криму.

## Сюжет
У центрі сюжету шістнадцятирічний Олег, який разом із батьками проводить літні канікули в кримському селі Штормове. Події відбуваються влітку 2013 року, останнього перед окупацією Криму. Тут Олег знайомиться з Павлом, однолітком, який також приїхав на відпочинок. Їхня дружба починається з простих розмов і спільного дозвілля, але поступово між ними виникає емоційний зв’язок, який виходить за межі звичного товариства. На тлі моря, спеки й юнацької безтурботності Олег проживає перші дорослі виклики та нові для себе почуття.